# Швейцарская экспедиция на Кавказ (1933)
Первая швейца́рская экспеди́ция на Кавказ состоялась в 1933 году и была организована Альпийским горнолыжным клубом Цюриха при финансовой поддержке Швейцарского альпийского клуба. Руководителем группы из пяти альпинистов выступил Вернер Веккерт.

## Участники
- Вернер Веккерт (руководитель)
- Лоренц Саладин (1896—1936)
- Отто Фуррер
- Пауль Бюлер (погиб на Доппах-Тау в результате срыва)
- Вальтер Риккенбах (снялся с маршрута после гибели Бюлера)

## Подготовка
Швейцарская экспедиция была основательно подготовлена. Организатором экспедиции выступил Альпийский горнолыжный клуб Цюриха (Alpine Ski-Club Zürich, A.S.C.Z.). Бюджет составил около 10 тысяч франков. Часть средств выделил Швейцарский альпийский клуб в обмен на право публикации фотографий, заметок и других материалов; другая часть средств поступила от пожертвований. 
Руководителем группы из пяти альпинистов выступил Вернер Веккерт. Для Лоренца Саладина (1896—1936) это была первая профессиональная экспедиция — до этого момента он ходил в горы без какой-либо явной цели и серьёзной организации. В подготовке к походу ему помогал младший брат Петер (имея жену и детей, он сам не мог себе позволить надолго уехать из дома).
В Швейцарии, где многие популярные вершины находятся близ населённых пунктов с развитой инфраструктурой, и зачастую к началу маршрута можно добраться на разных видах транспорта, альпинисты брали с собой на восхождение лишь самые необходимые вещи и оборудование. В отличие от Альп, Кавказские горы находились в удалённом регионе, и требовалось несколько дней, чтобы только достичь высокогорного маршрута. К тому же экономическая ситуация в СССР, отказавшегося от рыночной экономики, сильно отличалась от Швейцарии: практически всё, что может понадобиться в поездке, было необходимо везти с собой. Было непонятно, удастся ли что-нибудь из требуемых продуктов питания и вещей купить на месте, в России — так что всё походное и альпинистское снаряжение, фототехника, фотопленки и провиант были куплены заранее в Швейцарии.

## Маршрут
В 1930-х годах Кавказ являлся малоизученным регионом в смысле альпинизма. Предварительный план повторял первоначальный маршрут немецкой экспедиции на Кавказ 1929 года: гора Адай-Хох и её окрестности, потом массив Безенги и затем, на юг от главного хребта — вершина Ушба в Сванетии. В 1929 году немцы Вилли Меркль, Фриц Бехтольд и Вальтер Рехль были вынуждены отступить от массива Адай-Хох, заменив его районом горы Суган. Швейцарцам пришлось точно так же скорректировать свой маршрут.

## Ход событий

### Дорога до Нальчика
Команда выехала из Цюриха в начале июня 1933 года. Поезд Берлин — Москва следовал через Варшаву. На станции Негорелое, где проходила польско-советская граница, к альпинистам присоединился представитель государственного бюро путешествий «Интурист» — иностранцы не имели права передвигаться по территории СССР без надзора. Швейцарцы получили туристическое разрешение на поездку на Кавказ; в качестве сопровождающего к ним был приставлен сотрудник «Интуриста» Поллак. Австриец по происхождению, он не имел необходимого альпинистского опыта и впоследствии плохо переносил походные трудности и влияние высоты. 
Поездка на поезде из Москвы до Нальчика заняла трое суток: сначала через Ростов-на-Дону и курорт Минеральные Воды до станции Прохладная, затем — пересадка на поезд Северо-Кавказской железной дороги в Нальчик. В столицу Кабардино-Балкарии команда прибыла 26 июня 1933 года и в тот же день отправилась дальше в глубь региона, в балкарское село Безенги, где был разбит базовый лагерь и устроен первый склад провианта.

### Безенги
Здесь у Отто Фуррера появились признаки дизентерии: в четыре часа дня он почувствовал спазмы в животе, затем озноб; в восемь вечера у него начался сильный жар. Поллаку пришлось отвезти Фуррера на лошади обратно в Нальчик, где того положили в больницу — на дорогу у них ушло три дня.  
Остальная команда, намереваясь выйти к вершине Адай-Хох (4408 м), отправилась к леднику Караугом и через три дня достигла перевала Штулу, где в середине лета всё ещё лежал глубокий снег. Поняв, что перевал невозможно преодолеть — лошади не могли идти, проваливаясь в снег — альпинисты вернулись в Безенги.
В целом, команда недооценила уровень сложности подобного предприятия. Некоторые члены команды, вероятно, не были готовы к походным тяготам столь длительной экспедиции. Швейцарцы имели сложности с наймом вьючных лошадей и носильщиков. У них были проблемы с коммуникацией с местными жителями (в осетинских, балкарских и сванских деревнях в то время говорили на национальных языках, мало кто знал русский). Много времени и сил уходило на выбор подходящего места и обустройство стоянки, навьючивание и развьючивание лошадей, установку палаток, приготовление еды. Кроме того, отдельной проблемой стало распределение провианта — не всех альпинистов устраивало, что любая еда должна делиться поровну между ними, и нельзя просто так взять, и съесть плитку шоколада. Однако главной помехой стали погодные условия — они прибыли в регион слишком рано. 

### Суган
Отказавшись от перехода к Адай-Хох, швейцарцы устроили лагерь примерно в 700 метрах ниже верхней точки перевала Штулу. Оттуда они совершали радиальные выходы в район Сугана, однако глубокий снег и плохая погода затрудняли их действия. Так, из-за метели пришлось прервать восхождение на Суган-Тау (4487 м) по западному гребню. Альпинисты провели ночь в снежной пещере и следующим утром благополучно вернулись в лагерь.
Через несколько дней, когда погода улучшилась, швейцарцы начали восхождение на Доппах-Тау (4389 м). Выйдя из лагеря в два часа ночи, к девяти часам они достигли расщелины между Доппах-Тау и Суган-Баши (4481 м), и оказались на «отвесной обледенелой стене Доппах-Тау», откуда собирались выйти на вершину, лишь под вечер. Было уже поздно, и альпинисты решили отказаться от штурма вершины. По словам Вернера Веккерта, Пауль Бюлер был на гребне, на расстоянии одной верёвки над ним, и остальные члены команды его не видели. Веккерт был уверен, что Бюлер был если не на вершине, то точно в нескольких метрах от неё. Он выбрал верёвку, собираясь спускаться дюльфером, как «вдруг пролетел мимо нас». Неизвестно, что стало причиной его падения — Веккерт предположил, что Бюлер сорвался из-за сильного ветра. Альпинисты похоронили своего товарища на маленьком леднике под стеной, установив в качестве памятника его сломанный ледоруб.
Следующие три дня после трагедии Веккерт, Саладин и Риккенбах провели в палатке, укрываясь от дождя. Затем они сняли лагерь и вернулись в Безенги, где Вальтер Риккенбах заболел. Самый юный член экспедиции не справился с нервным потрясением — верхом на лошади он отправился в Нальчик, и больше не вернулся в экспедицию.

### Миссес-Кош
Оставшись вдвоём, Веккерт и Саладин перенесли базовый лагерь из Безенги в Миссес-Кош, расположенный близ Безенгийского ледника. Они решили подняться на Мижирги-Тау Восточную (4924 м)[уточнить], одну из самых сложных вершин Кавказа (немецкая экспедиция 1929 года не смогла взойти на неё). Подъём осложняли глубокий снег и наледи на скалах. На высоте 4700 м переменилась погода и альпинисты были вынуждены отступить. Спустившись, в лагере Миссес-Кош они встретили Отто Фуррера, приехавшего туда после выписки из больницы. Ослабевший после болезни, он, тем не менее, проделал весь путь от Нальчика верхом на лошади.
Затем Веккерт и Саладин поднялись на Ляльвер (4350 м), самую западную и относительно простую вершину Безенгийской стены, где уже побывало немало альпинистов. Подход к вершине, по колено в снегу, занял три дня. Проведя две ночёвки на высоте 4000 м, двойка выполнила восхождение в условиях сильной метели. 
Ввиду погодных условий (дождь внизу в лагере, снег и метель на высоте) оставшаяся часть команды решила перейти с северной стороны Кавказа на южную, в Сванетию. Путь через перевал Цаннер (ныне граница России и Грузии) Веккерт, Саладин и Фуррер преодолели с тяжёлыми рюкзаками самостоятельно: лошадям по глубокому снегу было не пройти.

### Сванетия
Добравшись до сванской деревни Жабеши, швейцарцы спустились в Местиа, центр горной Сванетии. Найдя русского проводника и лошадь для перевозки груза, два дня спустя они отправились в Бечо, в сторону Ушбы. 
В Сванетии также стояла дождливая погода. Тем не менее, двойка Веккерт — Саладин смогла подняться на юго-западную вершину Ушбы (4690 м), повторив маршрут группы Меркля из немецкой экспедиции 1929 года — Фуррер был ещё слишком слаб для участия в штурме вершины. Восхождение проходило в неблагоприятных погодных и снежных условиях и заняло три дня.
Спустившись с Ушбы, швейцарцы и их проводник через перевал Бечо вернулись в Кабардино-Балкарию, в село Тегенекли, где находилась турбаза для восхождений на высочайшую вершину Кавказа Эльбрус (5642 м). Хотя Эльбрус — довольно простая гора для восхождения, швейцарцы решили подняться, чтобы посмотреть на кавказский регион с высоты.

### Обратный путь
Из Тегенекли швейцарцы вернулись на автобусе в Нальчик, откуда на поезде добрались до Орджоникидзе (ныне Владикавказ), а затем в Тифлис. В черноморском порту Батум Веккерт, Саладин, Фуррер и присоединившийся к ним Риккенбах сели на советский пароход, на котором через Одессу и Стамбул доплыли до Венеции, откуда уже было легко добраться до Швейцарии.

## Итоги экспедиции
Ни Веккерт, ни Саладин не были довольны результатами. Из запланированных вершин они поднялись лишь на Ляльвер (4350 м) и южную Ушбу (4690 м), уже «нахоженные» альпинистами. Один участник — Пауль Бюлер — погиб, ещё двое (Фуррер и Риккенбах) отказались от восхождений по состоянию здоровья. «Четыре месяца, почти 10 тысяч франков и всего две вершинки» — таков был итог экспедиции.  
В целом, команда недооценила уровень сложности подобного предприятия. Некоторые участники, вероятно, не были готовы к походным тяготам столь длительной экспедиции. Кроме того, им не повезло с погодными условиями — внизу постоянно лил дождь, в высокогорьях было слишком много снега. Возможно, они неверно выбрали середину лета для экспедиции и прибыли на Кавказ слишком рано.
В то же время команда, возможно впервые, провела безопасную ночёвку в снежной пещере на Суган-Тау — до этого провести ночь высоко в горах без палатки считалось невозможным. Этот приём швейцарцы использовали в своих последующих экспедициях — вслед за ними его стали применять и другие альпинисты. Метод зарекомендовал себя на практике и используется в высотном альпинизме до сих пор.